# Fimbristylis bivalvis
Fimbristylis bivalvis là loài thực vật có hoa trong họ Cói. Loài này được (Lam.) Lye mô tả khoa học đầu tiên năm 1995.